# محسن وزوایی
محسن وزوایی (زاده ۵ مرداد ۱۳۳۹ تهران - درگذشته ۱۰ اردیبهشت ۱۳۶۱) نظامی ایرانی بود، که در خلال جنگ ایران و عراق از اعضای سپاه پاسداران انقلاب اسلامی محسوب می‌شد و فرماندهی تیپ ۱۰ سیدالشهدا را برعهده داشت. وی در اردیبهشت‌ماه ۱۳۶۱ در حین اجرای عملیات بیت‌المقدس، بر اثر اصابت گلوله و ترکش، کشته شد. وزوایی از اعضای دانشجویان مسلمان پیرو خط امام در زمان گروگان‌گیری در سفارت آمریکا بود.

## زندگی‌نامه
محسن وزوایی پس از اتمام دوره ابتدائی دوره متوسطه را در دبیرستان دکتر هشترودی به پایان رساند و در سال ۱۳۵۵ به دانشگاه راه یافت و در رشته شیمی دانشگاه صنعتی شریف مشغول به تحصیل شد.
وزوایی با تشکیل انجمن اسلامی دانشجویان دانشگاه به این انجمن پیوست. در سال‌های ورودش به دانشگاه، نقش فعالی در تشکیلات اسلامی دانشگاه از خود نشان می‌داد. از تظاهرات ۱۷ شهریور تا ۱۲ بهمن ۱۳۵۷ و ورود سید روح‌الله خمینی به ایران، در اغلب صحنه‌ها حضور فعال داشت.

## دوران انقلاب
با وقوع انقلاب در ایران در سال ۱۳۵۷ و تشکیل جهاد سازندگی، وی به عضویت این نهاد درآمد و راهی لرستان شد. او در تسخیر سفارت آمریکا در تهران مشارکت داشت و با داشتن تسلط به زبان انگلیسی، در نقش سخنگوی دانشجویان پیرو خط امام در دوران اشغال سفارت ظاهر شد. وی از اعضای دانشجویان پیرو خط امام بود.

### مصاحبه با تلویزیون دوم آلمان
در جریان اشغال سفارت آمریکا، وزوایی مصاحبه‌ای با شبکه تلویزیونی ZDF آلمان داشت، که با عنوان «مصاحبه مطبوعاتی با سخنگوی جوانان خشمگین طرفدار خمینی که چند روز قبل سفارت آمریکا در ایران را اشغال کردند» معروف شد. در این مصاحبه آمده‌است:
ما هم با قوانین و شئون دیپلماتیک دنیا آشنایی داریم، ما هم می‌دانیم که دیپلمات‌ها در کشورهای خارجی مصونیت دارند. از این‌ها گذشته، قوانین دین ما، اسلام هم به ما توصیه می‌کند با میهمان به درستی برخورد کنیم، اما متاسفم که بگویم اینجا نه سفارتخانه بود و اینها هم نه کاردار و دیپلمات. شاید برای شما باور کردنی نباشد، اما ما بعد از گذشت چند ماه از انقلاب، فهمیدیم که سرنخ بسیاری از توطئه‌ها اینجاست.

ما ایمان پیدا کردیم که درگیری‌های کردستان، گنبد، بلوچستان و خیابان‌های تهران از این‌جا خط می‌گیرند. همین‌جا توضیح بدهم که ما با دولت ایران کاری نداریم. خط ما از خط دولت آقای بازرگان (دولت وقت ایران) جداست. ما تعدادی دانشجو هستیم که برحسب احساس وظیفه دینی، برای خشکاندن توطئه آمدیم و سفارت آمریکا را تصرف کردیم. شما اگر واقعاً دنبال حقیقت هستید، این حرف‌های من را که سؤال همه مردم ایرانی‌ها و مردم آزاده است، به دنیا مخابره کنید تا یک نفر پاسخ ما را بدهد. ما می‌گوییم اگر اینجا سفارتخانه است، چرا این همه سیستم‌های پیچیده شنود و جاسوسی در آن نصب شده؟ چرا این همه سند را در دستگاه‌های کاغذ خردکن ریختند و نابود کردند؟ 

## مسئولیت‌ها
با تشکیل سپاه پاسداران انقلاب اسلامی به عضویت این نهاد آمد و مدتی به عنوان فرمانده مخابرات سپاه و سپس سرپرستی واحد اطلاعات و عملیات فعالیت کرد.
وی به دنبال حمله عراق به ایران به‌صورت داوطلبانه در جبهه غرب حضور پیدا کرد.

## عملیات بازی‌دراز
در اردیبهشت ۱۳۶۰ طرح آزادسازی ارتفاعات بازی‌دراز در دستور کار سپاه پاسداران قرار گرفت و در این رابطه، وزوایی با علی‌اکبر شیرودی، غلامعلی پیچک و علیرضا موحد دانش همکاری داشت. در این مقطع وی فرمانده گردان ۹ رزمی سپاه بود. در جریان این عملیات، محسن وزوایی فرماندهی محور چپ عملیات را برعهده داشت. فرماندهی محور راست نیز برعهده محسن حاجی‌بابا بود. در این عملیات از کل نیروهای گردان نهم، تنها شش نفر توانستند خود را به بالای ارتفاع ۱۰۵ بازی‌دراز برسانند. وزوایی با وجود آنکه ۳ تیر کالیبر به بدنش اصابت کرده بود، همچنان به نبرد ادامه داد و موفق شد با کمک ۵ همرزم خود، ۳۵۰ تن از نیروهای گردان کماندویی ارتش عراق را به اسارات بگیرد.
وزوایی در طول جنگ ایران و عراق، در عملیات‌های متعدد با مسئولیت‌های گوناگون حضور داشت. در ۲۰ آذرماه ۱۳۶۰ در عملیات مطلع الفجر، فرمانده عملیات بود. در اسفندماه سال ۱۳۶۰ فرمانده گردان حبیب بن مظاهر، تیپ تازه تأسیس محمد رسول‌الله شد، که در عملیات فتح‌المبین این گردان در نوک عملیات حضور داشت. با تأسیس تیپ ۱۰ سیدالشهدا، وی فرمانده این تیپ شد. تیپ ۱۰ سیدالشهدا در ۲۳ فروردین ماه ۱۳۶۱ وارد عملیات بیت‌المقدس شد و با تیپ حضرت رسول ادغام گردید. در این عملیات وزوایی فرماندهی محور اصلی را برعهده داشت.

## درگذشت
محسن وزوایی در ۱۰ اردیبهشت‌ماه ۱۳۶۱ در عملیات بیت‌المقدس هنگام هدایت نیروهایش، بر اثر اصابت گلوله مستقیم و ترکش از ناحیه ران، کشته شد. پیکر وی در قطعه ۲۶ بهشت زهرا در تهران دفن شده‌است.

## آثار

### یک محسن عزیز
کتاب یک محسن عزیز، روایتی مستند از زندگی محسن وزوایی است. فائضه غفارحدادی (نویسنده کتاب) برای نخستین‌بار از نامه‌هایی استفاده کرده که وزوایی سال‌ها برای خواهری که در آمریکا داشته، ارسال می‌کرده‌است.

### ققنوس فاتح
کتاب ققنوس فاتح، روایت شفاهی از سرگذشت محسن وزوایی است، که تاکنون بیش از ۱۱ بار تجدید چاپ شده‌است. در این کتاب به مصاحبه با تلویزیون دوم آلمان اشاره شده‌است.

### رؤیای دهم اردیبهشت
نمایش «رؤیای دهم اردیبهشت» با موضوع زندگی محسن وزوایی در تالار وحدت بر روی صحنه رفته‌است. وی لحظه کشته شدن و ادغام تیپ ۱۰ سیدالشهدا و تیپ ۲۷ محمد رسول‌الله، در فیلم ایستاده در غبار نیز به تصویر کشیده شده‌است.